# Castello di Jühnde
Il castello di Jühnde si trova nell'omonima città della Bassa Sassonia, in Germania, nel circondario di Gottinga.

## Storia

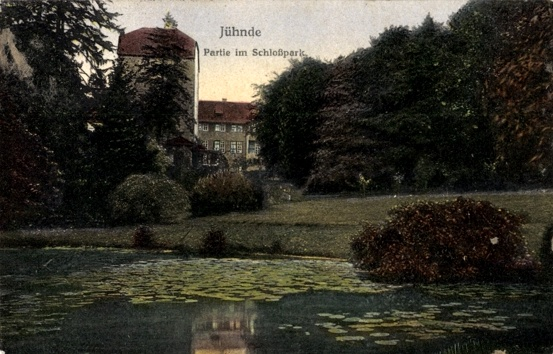
Castello di Jühnde in una vecchia cartolina postale

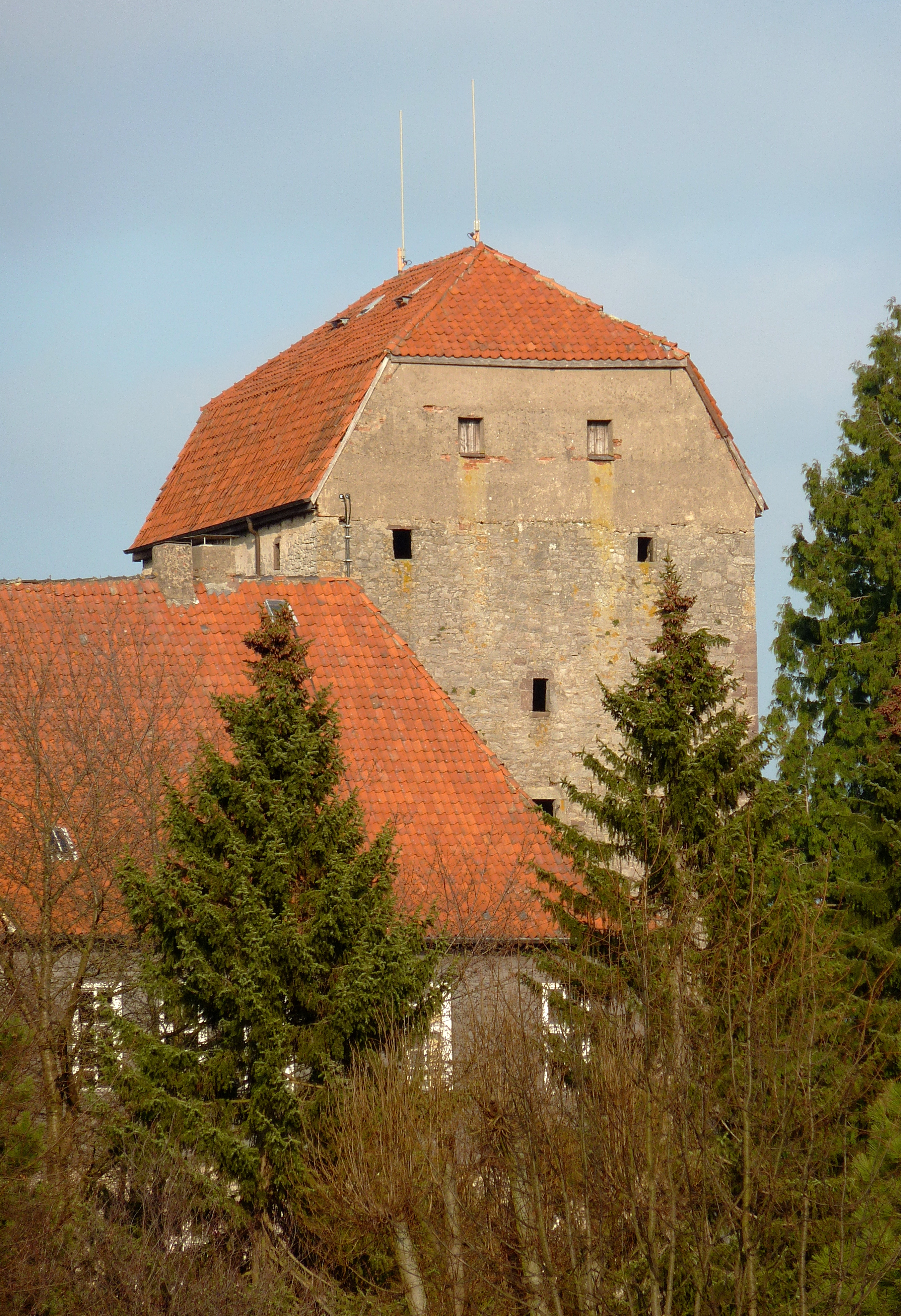
Torre residenziale, nota anche come Moshus

Le origini storiche del castello di Jühnde risalgono alla fine del XIII secolo. Il luogo stesso viene menzionato per la prima volta nel 960 in un documento di fondazione del monastero di Hilwartshausen come "curtis in iunium", mentre il castello dei signori di Jühnde viene menzionato nel 1290 nel libro di copia del monastero di Mariengarten. I signori di Jühnde probabilmente condividevano i diritti di proprietà del castello con i signori di Bovenden. Nel 1355 il castello di Jühnde entrò in possesso dell'arcivescovado di Magonza. Dieci anni dopo, il duca di Brunswick, Ottone di Quadra, esercitò la sovranità feudale su Jühnde.
In una disputa con le città, il castello di Jühnde fu distrutto nel biennio 1486-1487 da un contingente della città di Gottinga sotto la guida del capitano Detmar von Adelebsen, ma fu ricostruito nel 1489 da Bodo von Adelebsen anche a spese della città di Gottinga. Fino al 1663 il castello di Jühnde appartenne ai signori di Adelebsen, poi passò ai baroni di Grote. La famiglia che ne discende ne conserva la proprietà.
Durante la ricostruzione del 1489 venne compresa anche la parte superiore della torre residenziale, che mostra similitudini con la torre residenziale del castello di Adelebsen. La cinta muraria medievale del castello fu nuovamente distrutta nel 1623 e venne compresa nella radicale ricostruzione e nell'ampliamento degli edifici residenziali tra il 1668 e il 1671. Ulteriori modifiche strutturali interessarono il castello di Jühnde all'inizio del XIX secolo. Durante questa fase di costruzione, anche il fossato sul lato nord venne in gran parte livellato. Intorno al 1800 il castello di Jühnde venne arricchito da un vasto parco paesaggistico.

## Descrizione
Il castello si trova al centro dell'abitato dell'omonima città della Bassa Sassonia, in Germania, accanto al vasto parco, e domina il paesaggio urbano. Costruito su uno sperone montuoso poco pronunciato. Le parti più antiche ancora riconoscibili del castello tardo medievale includono le parti inferiori dell'imponente torre residenziale, nota anche come Moshus, nonché i resti del muro di cinta ovale che la collega. La torre residenziale è alta 29 metri ed è costruita su una pianta rettangolare in pietra di cava con blocchi angolari, che fu probabilmente costruita in due o tre fasi costruttive.
Mentre la parte inferiore può essere collocata nel periodo della fondazione del castello, i piani superiori furono costruiti molto probabilmente durante la fase di restauro del castello dopo la sua distruzione da parte della città di Gottinga. Dopo il periodo medievale la torre ebbe una nuova struttura del tetto con una costruzione a graticcio sui lati del timpano. Il piano più basso ha volte a crociera. Immediatamente adiacente alla torre si trova il muro di cinta quasi circolare del castello principale, ancora ben visibile nella sua parte inferiore e integrato nella nuova costruzione barocca del castello tra il 1668 e il 1671.
Le mura esterne del castello seguono la cinta muraria del castello medievale. Il castello di è un complesso diviso in due parti, di fronte al castello principale si trova un piazzale, il cosiddetto Amtshof. L'area del cortile esterno, accanto alla portineria, ospitava il birrificio, la casa del viceré, il fienile e le scuderie. Sono stati conservati i resti della guardiola, dell'ex birrificio e le rovine di un edificio agricolo bruciato.